# گابریل پائولیستا
گابریل آرماندو د آبرئو (پرتغالی: Gabriel Armando de Abreu؛ زادهٔ ۲۶ نوامبر ۱۹۹۰) که عموماً با نام گابریل پائولیستا شناخته می‌شود، مدافع اهل برزیل است که در شهر سائوپائولو آن کشور به دنیا آمده‌است.وی در باشگاه فوتبال اتلتیکو مادرید بازی می کند‌‌.
گابریل در حال حاضر در تیم بشیکتاش ترکیه بازی می‌کند و تا الان سوپرجام ترکیه را با بشیکتاش فتح کرده است وی سابقهٔ حضور در تیم‌های فوتبال ویتوریا ، ویارئال و آرسنال را نیز در کارنامهٔ خود دارد.